# A Dream of Kings
A Dream of Kings(Brasil: Sonho de Reis ) é um filme estadunidense de 1969, do gênero drama, dirigido por Daniel Mann, roteirizado por Harry Mark Petrakis e Ian Hunter, baseado no livro Harry Mark Petrakis, música de Alex North.

## Sinopse
Um extrovertido, sensual e sonhador membro da sociedade greco-americana, descuidado de seus negócios, tenta desesperadamente levar o filho doente em uma última viagem à Grécia.

## Elenco
- Anthony Quinn....... Matsoukas
- Irene Papas....... Caliope
- Inger Stevens....... Anna
- Sam Levene....... Cicero
- Val Avery....... Fatsas
- Tamara Daykarhanova....... Sogra
- Peter Mamakos....... Falconis
- James Dobson....... Doutor
- Zvee Scooler....... Zenoitis
- Bill Walker....... Kampana
- H.B. Haggerty....... Turk
- Alan Reed (como Alan Reed Sr.)
- Radames Pera....... Stavros
- Stasa Damascus....... Filha de Falconis